# Nakagawa Masahiko
Masahiko Nakagawa (sinh ngày 26 tháng 8 năm 1969) là một cầu thủ bóng đá người Nhật Bản.

## Sự nghiệp câu lạc bộ
Masahiko Nakagawa đã từng chơi cho Yokohama Flügels, Yokohama Marinos, Kyoto Purple Sanga và Nagoya Grampus Eight.